# Salty la foca
Salty la foca (Salty the Sealion) è una serie televisiva prodotta negli USA nel 1974, un po' sulla scia di altre produzioni basate sull'amicizia fra uomini ed animali (forte la somiglianza con Flipper).

## Trama
Salty è un cucciolo di leone marino che fa amicizia con i fratelli Tim e Taylor Reed, due orfani: è con Tim, il più piccolo, che la piccola "foca" crescerà fra tante avventure.